# 三桂
株式会社三桂（さんけい）は、関口宏が代表を務める芸能事務所。旧称は関口宏事務所。日本芸能マネージメント事業者協会会員。

## 概要
関口宏の個人事務所として1976年2月に関口宏事務所として発足。
1987年、『関口宏のサンデーモーニング』(TBS) 開始時にリポーターを公募し、出演するリポーターならびにコメンテーターの受け入れ先としてマネジメントを手がけ、規模を拡大した。
セント・フォースと並び、フリーアナウンサーやニュースキャスター、リポーターとして活躍する女性タレントを擁する芸能事務所として知られる。スポーツ選手や文化人も多く所属し、主に若手のキャスターを採用している三桂PLUSなども手掛ける。

## 所属タレント

### 男性タレント
- 青木弘
- 池田健三郎
- 井手窪剛
- 岩政大樹
- 大塚不破土
- 加来耕三
- 北澤豪
- 北野大
- ケント・デリカット
- ザック生馬
- 照英（2024年9月1日 - [1]）
- 関口知宏
- 関口宏（会長）
- タケ小山（小山武明）
- 田中章義
- 冨岡耕児
- 中西哲生
- 西内啓
- 正木明
- 宮島秀司
- 涌井雅之（2001年1月 - [2])。

### 女性タレント
- 我妻絵美
- 伊藤聡子
- 大桃美代子
- 小尾渚沙
- 唐橋ユミ
- 木村文子
- 小林紀子
- 駒村多恵
- 酒井千佳
- 田中雅美
- 谷口真由美
- 中西悠理
- 難波遥
- 根本美緒
- フランソワーズ・モレシャン
- 松尾英里子
- 松村澪（三桂PLUS所属）
- マリ・クリスティーヌ
- 宮田佳代子
- 宮本裕子
- 吉井歌奈子
- 中西萌（三桂PLUS所属）
- 米山みどり
- 品川ともみ

（2024年8月時点）

## かつて所属した人物
- 鬼頭あゆみ（セント・フォース）
- 高木希世子（結婚引退）
- 千野志麻（フジテレビ、のちフリー）
- 真壁京子（ウェザーマップ／セント・フォース）
- 枦山南美（生島企画室、のち結婚引退）
- 大塚善奈
- 斎藤英津子
- 藤岡久美子（結婚海外移住、のち引退）
- 井口玲音（フリー、のちホリプロ）
- 前田武彦（2011年没）
- 永山美穂
- 三上真奈（フジテレビ）
- 岩本輝雄
- 八木早希
- 工藤公康
- 松田武久
- 浅井信雄（2015年没）
- 栗田佳織
- 内藤聡子
- 中谷久美子
- 平松千花
- 大竹七未（東京国際大学女子サッカー部総監督）
- 金野華子
- 浅井慎平
- 橋谷能理子（三桂→フリー)
- 瀬戸川貴信
- 守屋篤
- 姜尚中
- 和田奈美佳
- 大崎麻子
- 伊藤幸雄
- 神田れいみ（三桂PLUS→セント・フォース）